# Kolonia (Czermin)
Kolonia (do 31 marca 1925 Hohenbach, od 1925 Czermin-Kolonia) – część wsi Czermin w Polsce, połżonej w województwie podkarpackim, w powiecie mieleckim, w gminie Czermin. Leży na północ od Czermina.
W 1783 roku do Czermina przybyli osadnicy z Nadrenii, którzy objęli w posiadanie część wsi Czermin, której nazwa brzmiała „Hohenbach”. Kolonia liczyła 56 rodzin osadników niemieckich i obejmowała 654 morgi najurodzajniejszych pól. Koloniści byli wyznania protestanckiego. W 1784 założyli oni filię zboru w Sarnowie (niem. Reichsheim). W 1802 wybudowali okazały dom modlitwy, założyli cmentarz wyznaniowy, mieli piętrową szkołę, w której jeszcze w okresie międzywojennym 1918–1939 nauczanie odbywało się także w języku niemieckim. W 1867 z Sarnowa przeniesiono tu siedzibę zboru.
31 marca 1925 władze polskie oficjalnie zmieniły nazwę Hohenbach na Czermin-Kolonja.
Podczas II wojny światowej siedziba hitlerowskiej gminy Czermin Kolonia (Hohenbach) w powiecie Debica (dębickim) w Generalnym Gubernatorstwie (dystrykt krakowski).
W latach 1975–1998 miejscowość położona była w województwie rzeszowskim.